# Turismo de pesca
O turismo de pesca vem sendo importante no cenário do turismo nacional (Brasil), pois além de movimentar a economia, tem trazido benefícios como o estímulo à pesca esportiva (pesque e solte) e a conscientização dos pescadores amadores.
Hoje várias agências de turismo realizam esse tipo de turismo, além de oferecer consultoria sobre os melhores roteiros para pesca, indicando as melhores opções e as espécies encontradas em cada região a qual o pescador pretende visitar.
'Turismo de pesca se refere ao deslocamento de turistas com interesse na pesca' amadora ou profissional, cuja consciência ecológica dos pescadores prevalece como forma de preservar os recursos naturais.

## Prática e Modalidades da Pesca Amadora Esportiva
O turismo de pesca é caracterizado por viajantes que buscam aliar suas atividades de lazer a prática da pesca amadora ou esportiva, sem finalidades comerciais. O Brasil protagoniza um cenário muito favorável para este tipo de turismo, pois, dispõe de uma enorme extensão litorânea com aproximadamente oito mil quilômetros, vastas bacias hidrográficas e diversidade de vida aquática em diferentes biomas.
A prática da pesca amadora é composta por diferentes tipos de modalidades. As que mais caracterizam o segmento, são: 
1. pesca de arremesso
2. pesca de barranco
3. pesca de corrico ou trolling
4. pesca de rodada
5. fly fishing
6. pesca subaquática

Sendo a prática que mais garante respaldo a sustentabilidade da pesca por hobby, o pesque e solte, que consiste em soltar os peixes mais jovens e os de maior tamanho, garantindo a reprodução da espécie.
Segundo o plano aquarela 2020 do ministério do turismo, os principais destinos da pesca desportiva, são:
- Barcelos (AM)
- Arraial do Cabo (RJ)
- Rio Araguaia: Formoso do Araguaia, Lagoa da Confusão e Pium (TO)
- Corumbá, Ladário e Porto Murtinho (MS)
- Angra dos Reis (RJ)
- Santarém e Altamira (PA)
- Florianópolis (SC)
- Vitória (ES)
- Natal (RN)
- Rio Paraná - Guaíra (PR)
- Aruanã e Luís Alves (GO)
- Baixo Rio Branco (RR)
- Canavieiras (BA)

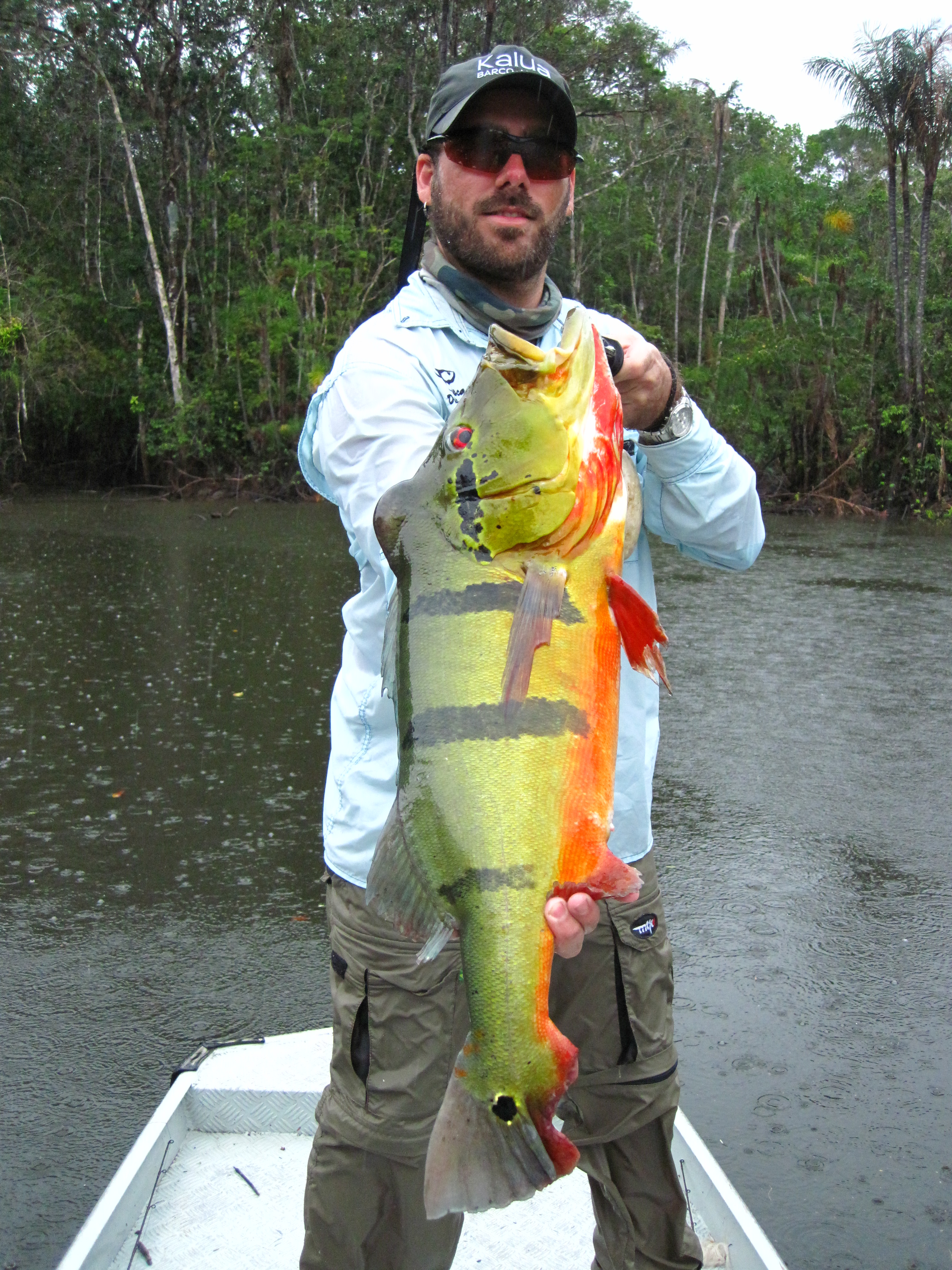
Tucunaré Açú fisgado no Rio Padauiri-AM entre as cidades de Barcelos e Santa Isabel do Rio Negro

A região que recebe o maior número de turistas de pesca é a Amazônia, que no ano de 2012, recebeu 3 mil estrangeiros interessados no tema, além dos mais de 10 mil turistas Brasileiro. 
Destinos de Pesca
Algumas agências oferecem expedições com serviços de Barcos Hotéis, Iates, Chalanas, Flutuantes, Pousadas, Hotéis, Resorts, Lodges (lugar de alojamento, destinado àqueles que procuram recreação em um lugar no qual possam estar junto à natureza), entre outros;  que fazem a trajetória do passeio turístico em rios, mares, ranchos e lagos.
Preços
A média de preços dos pacotes de viagens destinados a pesca, na Amazônia por exemplo, variam entre R$ 4.600,00 a R$ 64.000,00 em Iates em Manaus, pacote all inclusive, para 6 dias (Preço por pessoa), ou em Barcos Hotéis, nas mesmas condições em torno de R$ 3.870,00 a 42.000,00.
Licença de Pesca
Lei 11.959  de 29 de junho de 2009, a emissão da Licença da Pesca Amadora, antes do IBAMA, passou a ser de competência do Ministério da Pesca e Aquicultura – MPA, porém com a extinção do Ministério em 2016, quando passou a ser pasta da Pesca no Ministério da Agricultura, este serviço fica disponível em uma plataforma online.

A Licença para Pesca Amadora é válida por 1 ano em todo território nacional capacitando o pescador a pescar em qualquer região do país, não havendo necessidade de pagamento da licença estadual. No entanto, as normas estaduais devem ser respeitadas quando forem mais restritivas do que a norma federal.
Taxas para a prática de Pesca amadora
» Categoria A – desembarcada custa R$ 20,00
» Categoria B – embarcada custa R$ 60,00
» Aposentados e e maiores de 60 anos (mulheres) e 65 anos (homens) ISENTO DE PAGAMENTO
Quem optar pela categoria embarcada, poderá também pescar na categoria desembarcada.
Link para emissão de licença de Pesca
http://www.agricultura.gov.br/assuntos/aquicultura-e-pesca/formulario-de-cadastro-de-pescador-amador

## Sobre a prática da pesca esportiva e o conceito do  pesque e Solte

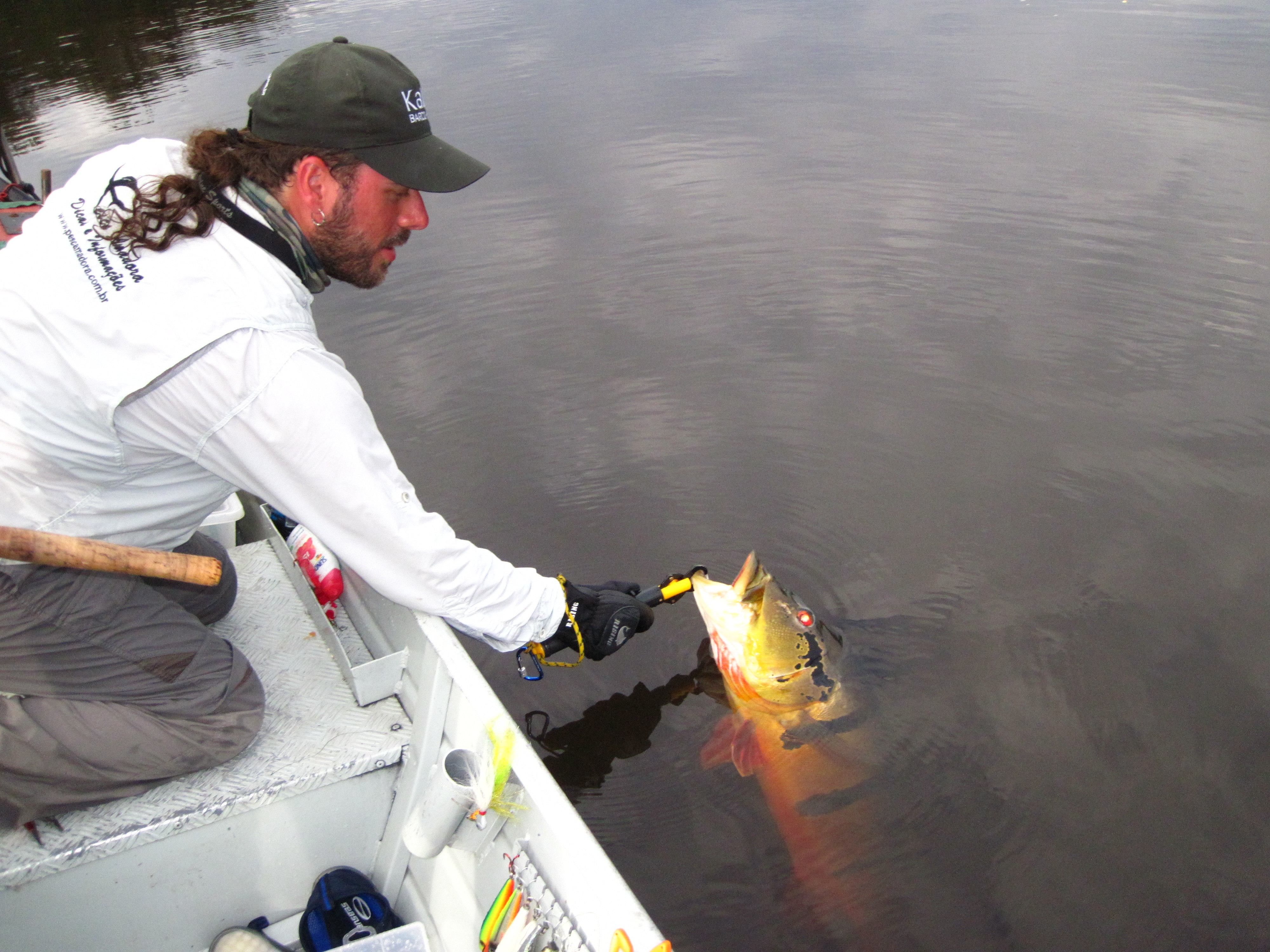
Tucunaré Açú fisgado no Rio Negro-AM próximo a cidade de Barcelos.

O pesque e solte é uma prática ecologicamente correta, onde o peixe é pescado, fotografado e depois devolvido para a água. O pescador praticante desse conceito, preserva os grandes peixes por entender que é importante manter os reprodutores e assim garantir uma prole futura com genes forte.
Com isso podemos garantir
cada vez mais a sobrevivência dos peixes, para que a pesca esportiva seja vista
como uma aliada ao meio ambiente e uma forte geradora de recursos e renda ao
país e profissionais do ramo. Se considerarmos que a pesca é uma atividade atávica
e que seguirá sendo executada, a pesca esportiva, com sua mais relevante
atitude que é o pescar e soltar, pode garantir sua eterna continuidade.
Se antes deste estilo de
pesca, 100% dos peixes pescados eram abatidos, hoje temos grande parte deles
com sobrevivência garantida. É um conceito facilmente entendido pela
matemática: pescar 100, comer 10, soltar 90 e 10 morrerem pelo manuseio, seja
ele por mal uso de acessórios ou por falta de cuidados básicos, ainda teremos
80 peixes seguindo seu ciclo de vida e reprodução.
Sempre 80 será mais
vantajoso que zero, no sistema mais antigo. Além disso, temos de considerar que
a pesca esportiva, por sua continuidade, gerará emprego, renda, e riqueza. Um
ótimo e inteligente modelo a ser seguido.
Vários estudos realizados,
inclusive um feito no Brasil pelo Instituto Brasileiro de Meio Ambiente -
Ibama/CPTA, apontou que em pelo menos 90% dos casos, os peixes soltos após a
captura já estão totalmente recuperados dos ferimentos causados pela pesca.
O estudo destaca que,
apesar das ocorrências em uma pescaria serem as mais imprevisíveis, quando o
peixe é manuseado de forma a provocar um mínimo de agressão, a sua recuperação
é mais rápida e, após a liberação, ele terá melhores condições para se defender
contra os agressores com quem convive no mesmo ambiente.
Texto formulado por Wellerson Santana e Rubens de Almeida Prado
Informações complementares sobre turismo e pesca esportiva
https://www.pescamadora.com.br/
Bacias Hidrográficas
https://www.pescamadora.com.br/bacias-hidrograficas/
Peixes de Água Doce
http://www.pescamadora.com.br/peixes-de-agua-doce/
Peixes de Água Salgada
http://www.pescamadora.com.br/peixes-de-agua-salgada/
Pesque e Solte
http://www.pescamadora.com.br/pesque-e-solte/
Leis da Pesca
http://www.pescamadora.com.br/legislacao-da-pesca/
Turismo de Pesca
http://www.pescamadora.com.br/category/turismo/
Pesca esportiva
http://www.pescamadora.com.br/category/pesca-esportiva/